# Шиплейк и пещерата на друида
„Шиплейк и пещерата на друида“ (на английски: Shiplake and the Druid's Cave) е британски документален късометражен ням филм от 1899 година, заснет от режисьора Сесил Хепуърт.